# Championnat du Luxembourg de football 1975-1976
Navigation
Saison précédente Saison suivante
La saison 1975-1976 du Championnat du Luxembourg de football était la 62e édition du championnat de première division au Luxembourg. Les douze meilleurs clubs du pays se retrouvent au sein d'une poule unique, la Division Nationale, où ils s'affrontent deux fois, à domicile et à l'extérieur. À l'issue du championnat, les deux derniers du classement sont relégués et remplacés par les deux meilleurs clubs de Division d'Honneur, la deuxième division luxembourgeoise.
C'est la Jeunesse d'Esch, triple tenant du trophée, qui remporte à nouveau le titre cette saison après avoir terminé en tête du classement final, avec 4 points d'avance sur les Red Boys Differdange et 9 points sur le duo Etzella Ettelbruck-US Rumelange. C'est le 15e titre de champion du Luxembourg de l'histoire du club, qui réussit le doublé en battant l'Aris Bonnevoie en finale de la Coupe du Luxembourg.

## Les 12 clubs participants
| - Chiers Rodange - Promu de Division d'Honneur - Progrès Niedercorn - Etzella Ettelbruck - US Rumelange - Stade Dudelange - Promu de Division d'Honneur - Aris Bonnevoie | - AS La Jeunesse d'Esch - Union Luxembourg - Alliance Dudelange - Avenir Beggen - Red Boys Differdange - Fola Esch |

## Compétition

### Classement
Le barème utilisé pour établir le classement est le suivant :
- Victoire : 2 points
- Match nul : 1 point
- Défaite : 0 point

| Rang | Équipe                  | Pts | J  | G  | N | P  | Bp | Bc | Diff |
| ---- | ----------------------- | --- | -- | -- | - | -- | -- | -- | ---- |
| 1    | Jeunesse d'Esch (T) (C) | 34  | 22 | 14 | 6 | 2  | 50 | 24 | +26  |
| 2    | Red Boys Differdange    | 30  | 22 | 12 | 6 | 4  | 46 | 24 | +22  |
| 3    | US Rumelange            | 25  | 22 | 9  | 7 | 6  | 32 | 21 | +11  |
| 4    | Etzella Ettelbruck      | 25  | 22 | 10 | 5 | 7  | 39 | 29 | +10  |
| 5    | Aris Bonnevoie          | 24  | 22 | 10 | 4 | 8  | 31 | 23 | +8   |
| 6    | Progrès Niedercorn      | 22  | 22 | 9  | 4 | 9  | 30 | 37 | -7   |
| 7    | Chiers Rodange (P)      | 21  | 22 | 9  | 3 | 10 | 36 | 39 | -3   |
| 8    | Avenir Beggen           | 20  | 22 | 6  | 8 | 8  | 28 | 29 | -1   |
| 9    | Alliance Dudelange      | 20  | 22 | 7  | 6 | 9  | 36 | 39 | -3   |
| 10   | Stade Dudelange (P)     | 18  | 22 | 5  | 8 | 9  | 27 | 31 | -4   |
| 11   | Union Luxembourg        | 17  | 22 | 5  | 7 | 10 | 20 | 35 | -15  |
| 12   | Fola Esch               | 8   | 22 | 2  | 4 | 16 | 14 | 58 | -44  |

|  | Qualification pour la Coupe d'Europe des clubs champions 1976-1977                           |
|  | Qualification pour la Coupe des Coupes 1976-1977                                             |
|  | Qualification pour la Coupe UEFA 1976-1977                                                   |
|  | Relégation en Division d'Honneur                                                             |
|  | (T) Tenant du titre (C) Vainqueur de la Coupe du Luxembourg (P) : Promu de deuxième division |

## Bilan de la saison
| Championnat du Luxembourg de football 1975-1976 |                             |
| Champion                                        | Jeunesse d'Esch (15e titre) |
| Coupes et trophées                              |                             |
| Vainqueur de la Coupe du Luxembourg 1975-1976   | Jeunesse d'Esch             |
| Qualifications continentales                    |                             |
| Coupe d'Europe des clubs champions 1976-1977    | Jeunesse d'Esch             |
| Coupe des Coupes 1976-1977                      | Aris Bonnevoie              |
| Coupe UEFA 1976-1977                            | Red Boys Differdange        |
| Promotions et relégations                       |                             |
| Promus en Division Nationale                    | Red Black Pfaffenthal       |
| Promus en Division Nationale                    | CS Grevenmacher             |
| Relégués en Division d'Honneur                  | Fola Esch                   |
| Relégués en Division d'Honneur                  | Union Luxembourg            |